# Vilafranca (Valenciana)
Vilafranca è un comune spagnolo di 2 570 abitanti situato nella comunità autonoma Valenciana.